# دولنوسلتسی
دولنوسلتسی (به بلغاری: Dolnoseltsi) یک منطقهٔ مسکونی در بلغارستان است که در ایوالوفگراد واقع شده‌است.